# Arrondissement de Meseritz

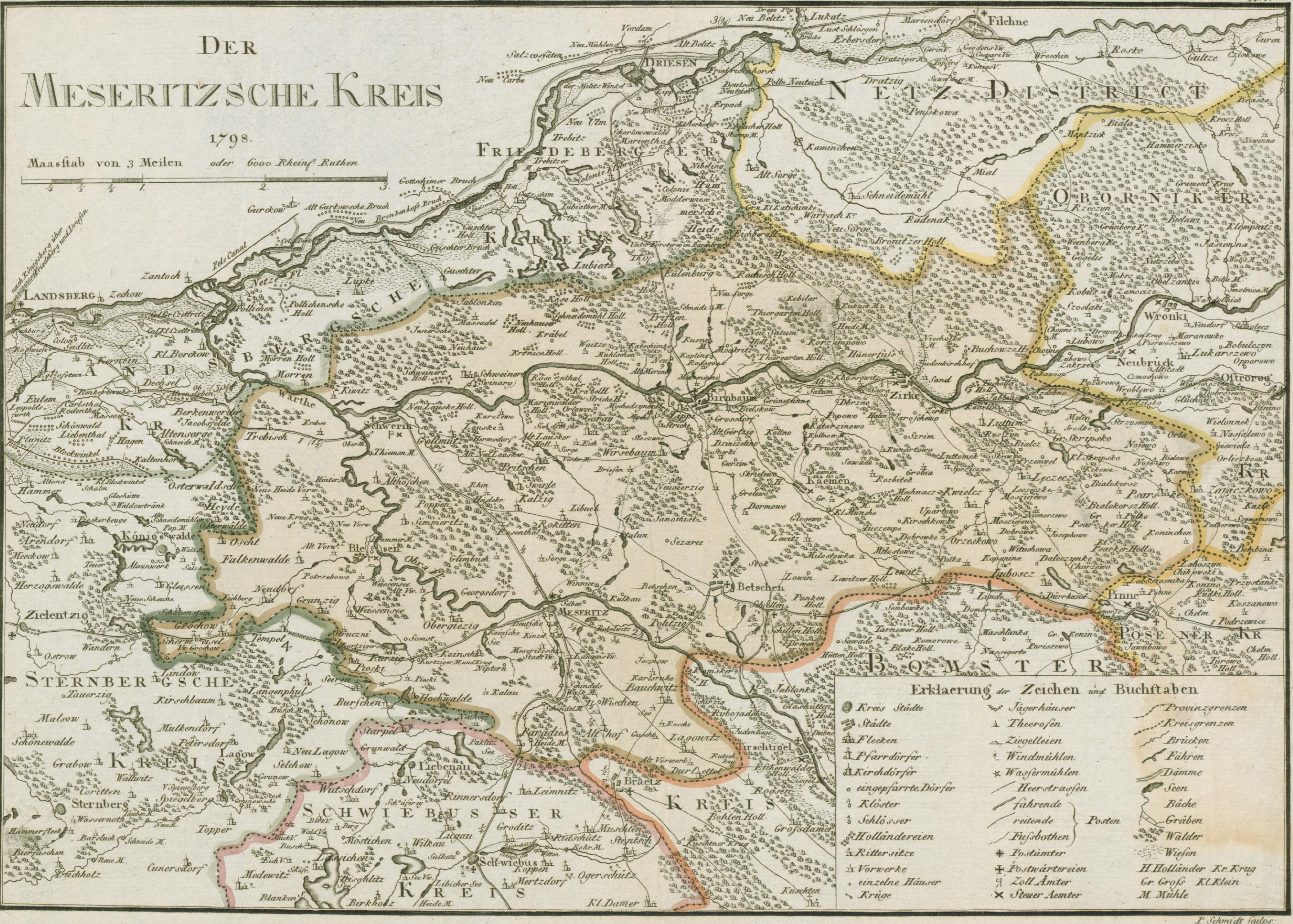
L'arrondissement de Meseritz, dans le sud de la Prusse

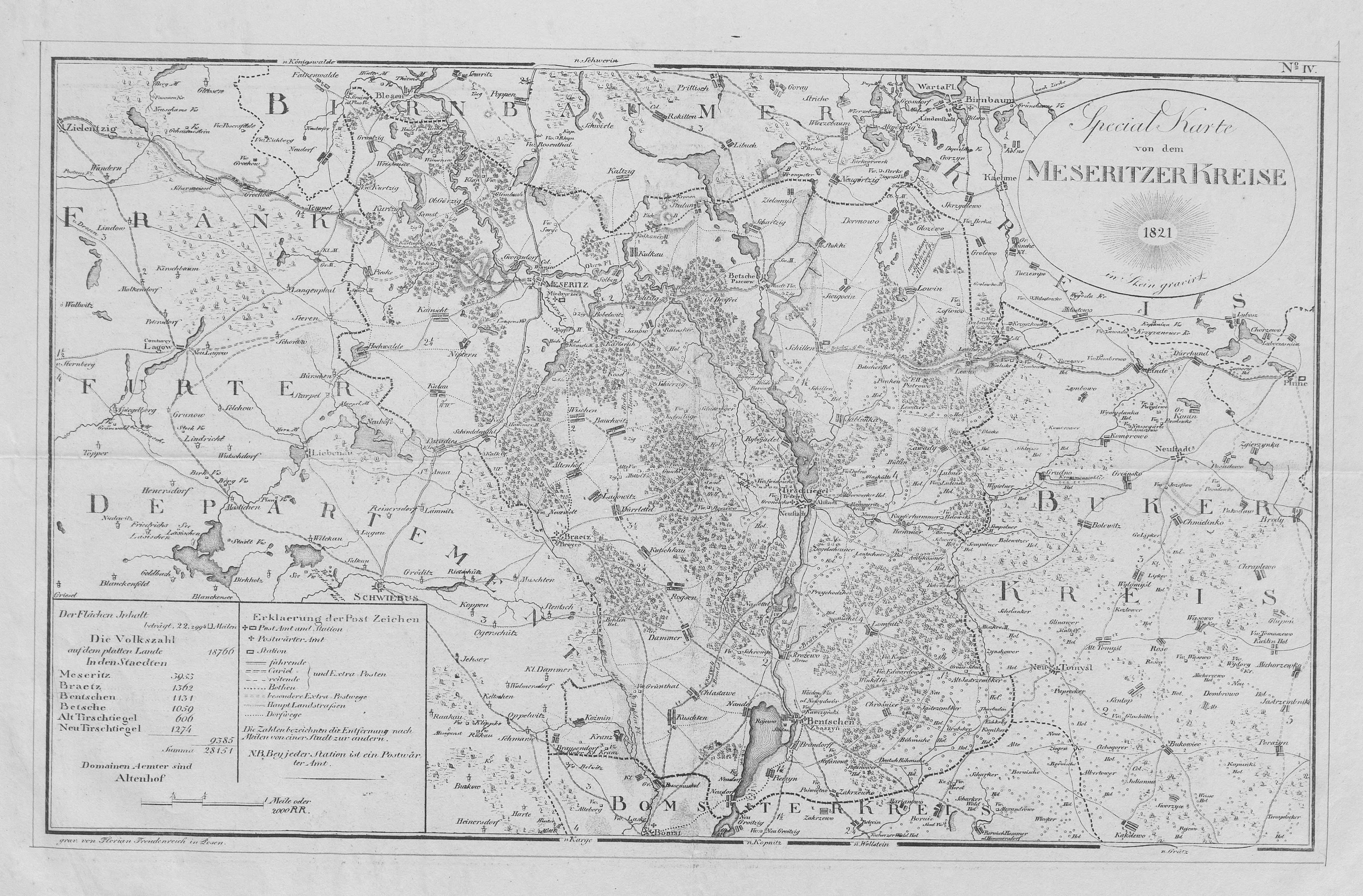
L'arrondissement de Meseritz dans les limites de 1818 à 1920

L'arrondissement prussien de Meseritz existe sous différentes délimitations de 1793 à 1807 dans la province prussienne de Prusse-Méridionale, de 1815 à 1920 dans la province de Posnanie, de 1920 à 1938 dans la Posnanie-Prusse-Occidentale et de 1938 à 1945 dans la province de Brandebourg. Son ancien territoire appartient désormais essentiellement au powiat de Międzyrzecz dans la voïvodie polonaise de Lubusz.

## Histoire

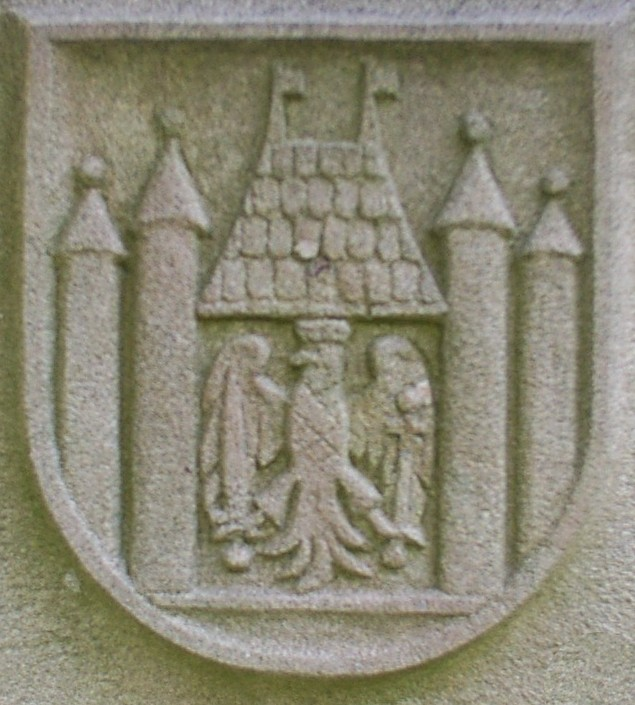
Armoiries de l'arrondissement de Meseritz

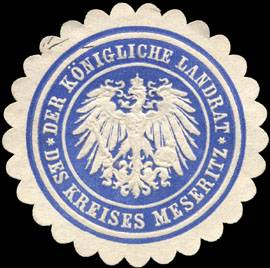
Sceau de l'administrateur royal de l'arrondissement de Meseritz

Après la deuxième partition de la Pologne de 1793 à 1807, le territoire autour de la ville de Meseritz en Grande-Pologne appartient à l'arrondissement de Meseritz dans la province de Prusse-Méridionale Grâce à la paix de Tilsit, l'arrondissement de Fraustadt est rattaché au duché de Varsovie en 1807. Après le Congrès de Vienne, l'arrondissement tombe à nouveau aux mains de la Prusse le 15 mai 1815 et devient une partie du district de Posen du grand-duché de Posen.
Dans le cadre des réformes administratives prussiennes après le Congrès de Vienne, l'arrondissement de Meseritz est redéfini le 1er janvier 1818. Le nouveau arrondissement de Birnbaum est formé à partir de sa partie nord, tandis qu'au sud, il reçoit le territoire autour des villes de Bentschen, Brätz et Tirschtiegel de l'arrondissement de Bomst. Le bureau de l'arrondissement se trouve dans la ville de Meseritz.
Après la désintégration de la province de Posnanie, le 20 novembre 1919, l'arrondissement de Meseritz est subordonné au nouveau bureau du gouvernement de Schneidemühl dans le district de Grenzmark Prusse-Occidentale-Posnanie. Avec l'entrée en vigueur du Traité de Versailles le 10 janvier 1920, la partie orientale de l'arrondissement de Meseritz est cédée à la Pologne. À partir du 11 janvier 1921, le district de Grenzmark Prusse-Occidentale-Posnanie s'appelle « Grenzmark Posnanie-Prusse-Occidentale ». Le 1er juillet 1922, l'arrondissement de Meseritz fait partie de la nouvelle province prussienne de Grenzmark Posnanie-Prusse-Occidentale et, à partir du 1er août 1922, il fait partie du nouveau district de Schneidemühl (de).
Le 1er octobre 1938, après la dissolution de la province de Grenzmark Posnanie-Prusse-Occidentale, l'arrondissement de Meseritz est transféré au district de Francfort de la province de Brandebourg. Au printemps 1945, la région est occupée par l'Armée rouge et est ensuite rattachée à la Pologne. Le powiat de Międzyrzecz d'aujourd'hui a à peu près la même configuration

## Évolution de la démographie
| Année | Habitants | Source |
| ----- | --------- | ------ |
| 1816  | 25 453    | [ 6 ]  |
| 1871  | 46 002    | [ 7 ]  |
| 1890  | 49 458    | [ 8 ]  |
| 1900  | 49 822    | [ 8 ]  |
| 1910  | 53 306    | [ 8 ]  |
|       |           |        |
| 1925  | 32 852    | [ 8 ]  |
| 1933  | 33 807    | [ 8 ]  |
| 1939  | 35 155    | [ 8 ]  |

Parmi les 32 852 habitants en 1925, 19 164 sont de confession protestante, 13 056 sont catholiques et 251 sont juifs

## Politique

### Administrateurs de l'arrondissement
- 1793–1806 Carl Adam von Mielecki[10]
- 1818–1820 von Kurnatowski (de)[11]
- 1820–1827 Serafin von Zychlinski
- 1827–1831 Wilhelm von Zychlinski (de)[12]
- 1831–1851 Wilhelm von Zychlinski
- 1851–1861 Karl August Wilhelm Schneider (de)
- 1861–1873 Adalbert von Flottwell
- 1873–1876 Otto von Hinckeldey (de)
- 1876–1881 Stephan von Dziembowski-Bomst (de)
- 1881–1894 Zwicker[13]
- 1894–1895 Paul von Roëll (de)
- 1895–1903 Paul Blomeyer (de)
- 1904–1914 Max Kley (de)
- 1914–1933 Hans von Meibom
- 1934–9999 Merker[14]
- 1936–1941 Paul Iden (de)
- 1941–9999 Erich Daluege (de)

### Élections
L'arrondissement de Meseritz forme avec l'arrondissement de Bomst la 3e circonscription de Posen au Reichstag. Les représentants suivants sont élus lors des élections du Reichstag entre 1871 et 1912 :
- 1871 00 Hans Wilhelm von Unruhe-Bomst (de), Parti conservateur libre
- 1874 00 Hans Wilhelm von Unruhe-Bomst, Parti conservateur libre
- 1877 00 Hans Wilhelm von Unruhe-Bomst, Parti conservateur libre
- 1878 00 Hans Wilhelm von Unruhe-Bomst, Parti conservateur libre
- 1881 00 Hans Wilhelm von Unruhe-Bomst, Parti conservateur libre
- 1884 00 Hans Wilhelm von Unruhe-Bomst, Parti conservateur libre
- 1887 00 Hans Wilhelm von Unruhe-Bomst, Parti conservateur libre
- 1890 00 Hans Wilhelm von Unruhe-Bomst, Parti conservateur libre
- 1893 00 Hans Wilhelm von Unruhe-Bomst, Parti conservateur libre
- 1898 00 Stephan von Dziembowski-Bomst (de), Parti conservateur libre
- 1903 00 Hans Otto von Gersdorff (de), Parti conservateur allemand
- 1907 00 Hans Otto von Gersdorff, Parti conservateur allemand
- 1912 00 Kuno von Westarp, Parti conservateur allemand

## Structure communale et constitution locale
L'arrondissement de Meseritz est finalement divisé en quatre villes de Betsche, Brätz, Meseritz et Tirschtiegel ainsi que 44 autres communes. Les communes et, jusqu'en 1929, les districts de domaine indépendants sont initialement regroupés en (plus petits) districts de Woyt (polonais « wójt » = allemand « Vogt ») et plus tard en (plus grands) districts de police.
Le 1er juillet 1922, à la place de l'ordonnance des arrondissements de Posnanie, l'ordonnance des arrondissements du 19 mars 1881 pour les provinces de Prusse-Orientale et Occidentale, de Brandebourg, de Poméranie, de Silésie et de Saxe est introduite. Il n'y a aucun changement concernant la division en districts de police. Avec l'introduction de la loi constitutionnelle communale prussienne du 15 décembre 1933 et du Code communal allemand du 30 janvier 1935, le principe du chef est appliqué au niveau communal le 1er avril 1935.

## Personnalités
- Hubertus Wandel (1926-2019), architecte
- Emil Zillmann (1870-1937), architecte
- Georg Zillmann (1871-1958), architecte

Les cousins Georg et Emil Zillmann sont nés à Meseritz. Ils dirigeent un bureau d'architecture à Berlin-Charlottenburg. Le centre de leur activité de construction est en Haute-Silésie.

## Villes et communes

### 1920 en Pologne
Les communes suivantes se trouvent dans la partie orientale de l'arrondissement et tombent aux mains de la Pologne en 1920 :
| - Alt Jablonke - Altvorwerk - Amtskaßner - Bentschen, ville - Brandorf - Deutsch Böhmisch - Deutschhöhe - Dormowo - Friedenau - Friedenhorst | - Glashütte - Glozewo - Grubske - Hüttenhauland - Kreuzwehr - Kroschnitz - Kunik - Kupferhammer - Lewitz - Lewitz Hauland | - Lomnitz - Lowin - Lubenhauland - Nandel - Neu Jablonke - Neu Schilln - Petershag - Pierschin - Polnisch Böhmisch - Punken | - Sawade - Schilln - Schwichotschin - Stefanowo - Stefanowo Hauland - Stocki - Strese - Weidenvorwerk - Zakrzewko - Ziegelscheune |

### Situation en 1936
Au milieu des années 1930, l'arrondissement de Meseritz est divisé en villes et communes suivantes : 
| - Altenhof - Bauchwitz - Betsche, ville - Birkenhorst - Bobelwitz - Brätz, ville - Brausendorf - Dürrlettel - Eschenwalde - Georgsdorf - Groß Dammer - Grunzig | - Hochwalde - Janau - Kainscht - Kalau - Klastawe - Koschmin - Kranz - Kulkau - Kupfermühle - Kurzig - Kuschten - Kutschkau | - Lagowitz - Meseritz, ville - Naßlettel - Neu Bentschen - Nipter - Ober Görzig - Panwitz - Paradies - Pieske - Politzig - Reinzig - Rogsen | - Rybojadel - Scharzig - Schierzig - Schierzighauland - Schindelmühl - Schloß Neudorf - Solben - Stalun - Tirschtiegel, ville - Weißensee - Wischen - Zielomischel |

### Changements de nom
En 1937, les communes suivantes reçoivent de nouveaux noms allemands : 
- Rybojadel → Hoffmannstal
- Stalun → Schönfelde (Grenzmark)
- Zielomischel → Wilhelmstal (Grenzmark)